# Haverhill (Ohio)

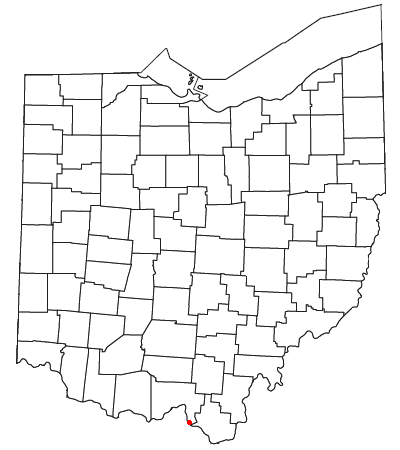
Lage von Haverhill

Haverhill ist ein gemeindefreies Gebiet im südlichen Teil der Green Township, Scioto County in Ohio, Vereinigte Staaten. Obwohl Haverhill gemeindefrei ist, besitzt es eine Post mit der Postleitzahl 45636.
Das Gebiet liegt direkt am Ohio River, der südlichen Grenze des nach ihm benannten Bundesstaates, zwischen der Gemeinde Hanging Rock im Lawrence County und dem Ort Franklin Furnace, ebenfalls im Scioto County gelegen.

## Industrie
Der größte Arbeitgeber hier ist die Steinkohlenteerraffinerie Haverhill Chemicals. Im Jahr 2001 übernahm die Erdölgesellschaft Sunoco sie von der Aristech Chemical Corporation. 2011 verkaufte Sunoco das Werk Haverhill an Goradia Capital, die es 2015 an ALTIVIA weiterverkaufte. Es stellt vor allem die Grundstoffe Phenol, Aceton, α-Methylstyrol und Bisphenol A für die chemische Industrie her.
Sunoco ist aus der 1890 gegründeten Sun Oil Company of Ohio hervorgegangen. Die Lage am Fluss und nahe der parallel dazu verlaufenden Highways und Eisenbahnstrecken erleichtert den Transport der Produkte.
2005 wurde in Haverhill von der Kokosing Construction Company eine neue Kokerei mit einer Koksbatterie von 100 Öfen für SunCoke Energy gebaut. In der zweiten Bauphase wurden weitere 100 Koksöfen errichtet. Diese erzeugen seit 2008 insgesamt 550.000 Tonnen Koks pro Jahr, Energie für die Dampfturbinen zur Stromerzeugung und gleichzeitig die Kokereigase für die weiße Seite der Anlage. 